# Malaury Martin
Malaury Martin (ur. 25 sierpnia 1988 w Nicei) – piłkarz francuski grający na pozycji środkowego pomocnika w Lillestrøm SK.

## Kariera
Malaury Martin był kapitanem rezerw AS Monaco FC. Został wypożyczony w sezonie 2008/2009 do Nîmes Olympique.
11 sierpnia 2010 podpisał kontrakt z Blackpool.